# Le Dernier Bip
Le dernier bip est un court métrage français réalisé par Lætitia Colombani en 1998.

## Fiche technique
- Réalisation : Laetitia Colombani
- Scénario : Laetitia Colombani
- Montage : Sarah Anderson
- Musique : Yann Tiersen
- Producteurs : Laurence Farenc
- Production : Lazennec
- Durée : 16 min.
- Date de sortie en France : 1998

## Distribution
- Catherine Cyler : Jacqueline Merowski
- Jean-Marie Winling : Betrand Joubert
- Laetitia Colombani : Emma Merowski
- Vania Vilers : Commissaire Bigore
- Alexis Hénon : Inspecteur Joffrey